# Шпиллер, Иосиф Борисович
Ио́сиф Бори́сович Шпи́ллер (1907—1983) — советский танкист, военачальник, участник Советско-финляндской, Великой Отечественной и Советско-японской войн. Мастер танкового боя, на его личном боевом счету 8 подтверждённых единиц бронетехники противника (2 танка противника в бою под Войсковицами и 6 танков в бою под Кокколово-Пегелево).

## Биография
Родился в 1907 году. Согласно автобиографии, рассказанной И. Б. Шпиллером ответственному секретарю районного отделения ВООПИК В. И. Злыгостеневу,

…воспитывался в детском доме под Ломоносовом. В 1921 году вступил в комсомол, а в 1927 году по путевке комсомола был направлен на курсы красных командиров. В партию был принят 30 апреля 1930 года. В финскую войну был начальником штаба танкового полка. В Отечественную начал с командира отдельного танкового батальона тяжелых танков «КВ».

На август 1941 года, капитан И. Б. Шпиллер — командир 1-го танкового батальона тяжёлых танков (КВ-1), 1-й танковой дивизии (командир — генерал-лейтенант В. И. Баранов).
В боях за Красногвардейск (ныне Гатчина) отличилась 3-я танковая рота Колобанова З. Г. из 1-го танкового батальона, возглавляемого капитаном Шпиллером И. Б., подбив за 20 августа 1941 года в общей сложности 43 немецких танка из немецких 1-й танковой дивизии и 8-й танковой дивизии. В этом бою лично командир батальона И. Б. Шпиллер сжёг два танка противника. Был представлен командованием дивизии к ордену Ленина, однако был награждён орденом Красного Знамени.
Спустя почти месяц, экипаж капитана И. Б. Шпиллера в бою 14 сентября 1941 года за Онтолово и Пенделево лично подбил 6 немецких танков.
С марта 1942 года заместитель командира 123-й отдельной танковой бригады, с 12 апреля по 2 мая временно исполнял должность командира этой бригады. С 5 мая заместитель командира 1-й отдельной Краснознамённой танковой бригады.
С 1 июня 1942 года командир 220-й танковой бригады.
По неподтверждённым данным, у немцев имел прозвище «бандит Шпиллер».

В 1943 году участвовал в прорыве блокады в качестве командира 220 танковой бригады. В 1944 году танкисты бригады участвовали в разгроме врага под Ленинградом, бригада получила наименование «Гатчинской». Затем участвовал в освобождении Выборга. Отечественную войну танковая бригада закончила в боях за Берлин и получила второе наименование «Берлинская».
— из автобиографии И. Б. Шпиллера
С 24 августа 1943 года исполнял должность командующего бронетанковыми войсками 67-й армии. С 1 февраля 1944 года — командир 30-й отдельной гвардейской танковой бригады Ленинградского фронта. С июня 1944 года исполнял должность командующего бронетанковыми войсками 21-й армии.
Закончил войну в Германии полковником танковых войск.

В июне 1945 года был назначен командующим бронетанковыми войсками 36-й армии в составе Забайкальского фронта. Принимал участие в боях с милитаристской Японией. В 1954 году по выслуге лет уволился из армии.
— из автобиографии И. Б. Шпиллера
Жена — Мария Матвеевна Шпиллер. Проживали вместе в Ленинграде.
Умер в 1983 году в Луге. Похоронен на Никольском кладбище Александро-Невской лавры Санкт-Петербурга.

## Награды
- Орден Ленина (20 апреля 1953)[7];
- четыре Ордена Красного Знамени (20 декабря 1941[6], 26 мая 1943[8], 6 апреля 1945[9], 6 ноября 1947[10]);
- Орден Кутузова II степени (22 июня 1944)[11]
- Орден Красной Звезды (3 ноября 1944)[12]

- Наградной лист на капитана Шпиллера И. Б. о награждении его орденом Красного Знамени (26 Октября 1941)
- Страница 1.
- Страница 2.
- Страница 3.